# Malagiella valterova
Malagiella valterova is een spinnensoort in de familie van de dwergcelspinnen. De spin behoort tot het geslacht Malagiella. De wetenschappelijke naam van de soort werd voor het eerst geldig gepubliceerd in 2011 door Ubick & Griswold.
De soort is endemisch in Madagaskar. De soort komt voor in de voormalige provincie Fianarantsoa en leeft op een hoogte rond de 1075 meter. Het mannetje heeft een gemiddelde lengte van 1,55 millimeter en het vrouwtje heeft een gemiddelde lengte van 1,70 millimeter.